# Alexander von Frantzius

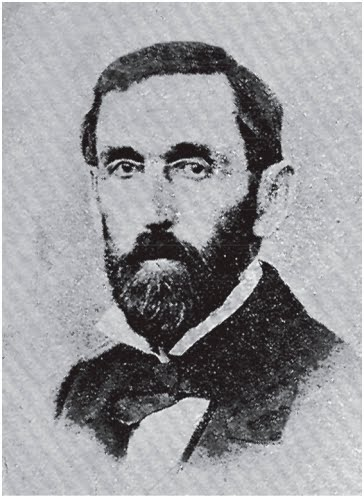
Alexander von Frantzius

Alexander von Frantzius (* 10. Juni 1821 in Danzig; † 18. Juli 1877 in Freiburg im Breisgau) war ein deutscher Entbindungspfleger, Forschungsreisender und Arzt.

## Biographie
Seine Eltern waren Friedrich Wilhelm von Frantzius (* 11. Juni 1789; † 6. Mai 1861) und dessen Ehefrau Adele Elisabeth Ritt (* 23. Mai 1796; † 17. April 1881).
Frantzius absolvierte zunächst, und dies stellt heute noch eine Ausnahme dar, eine Ausbildung zur Hebamme an der Hebammenschule in Danzig. Frantzius studierte anschließend ab 1842 Medizin in Heidelberg, Erlangen, Halle und Berlin, wo er am 5. September 1846 promoviert wurde.
Noch vor seinem Studium nahm er in seiner Heimatstadt Danzig an den zoologischen Forschungen des Gynäkologen Eduard Caspar von Siebold teil. 1847 hatte er mit von Siebold und Ecker eine mehrmonatige zoologische Studienreise nach Triest unternommen. Zusammen mit seinem Freund Rudolf Virchow war er aktiv an der Revolution von 1848 in Berlin beteiligt. Im Sommer 1848 erkrankte Frantzius an Typhus. Aufgrund der nachrevolutionären Ereignisse musste er Berlin verlassen und habilitierte sich als Privatdozent 1851 in Breslau. Bei einem Besuch in Wien 1849/50 zeigten sich erste Anzeichen eines chronischen Lungenleidens, das zeitlebens nie mehr ganz ausheilen sollte.
Aus gesundheitlichen Gründen und weil seine beruflichen Aussichten an deutschen Universitäten schlecht waren, ging er 1853 nach Costa Rica, um im dortigen milden Klima Heilung zu suchen. Dorthin begleitete ihn der Naturforscher Karl Hoffmann. Er ließ sich als Arzt zunächst in Alajuela und später in San José in Costa Rica nieder. Er blieb dort 15 Jahre lang und sammelte in dieser Zeit zahlreiche ethnologische Gegenstände und machte ethnographische Studien. Seine wesentlichen Arbeiten waren jedoch zoologischer, anthropologischer und geographischer Natur. Von seinen naturgeschichtlichen Fundstücken sandte er viele an Jean Cabanis an das Berliner Museum für Naturgeschichte. In San José führte er eine Apotheke, in der er José Castula Zeledón anstellte. Nach seiner Biographie wirkte er ab 1853 in Paris.
1868 kehrte er nach Deutschland zurück und Virchow gewann seinen alten Freund als Mitarbeiter für seine anthropologischen und prähistorischen Bestrebungen. Zwischen 1871 und 1874 übernahm Frantzius das Amt des Generalsekretärs der Deutschen Gesellschaft für Anthropologie, Ethnologie und Urgeschichte, deren erste Präsidenten Rudolf Virchow und Wilhelm von Waldeyer gewesen waren. Das Lungenleiden von Alexander von Frantzius verschlimmerte sich jedoch zusehends, so dass er bereits 1874 das Generalsekretariat wieder abgeben musste und aus gesundheitlichen Gründen nach Freiburg i. Br. übersiedelte, wo er schon bald seinen Leiden erlag.

### Familie
Alexander von Frantzius war ein Enkel des Danziger Großkaufmanns und Reeders Theodosius Christian von Frantzius.

## Ehrungen
Frantzius' Name ist mit zahlreichen Tierspezies verbunden, u. a. Semnornis frantzii, Pteroglossus frantzii, Elaenia frantzii und Catharus frantzii.

## Veröffentlichungen
- Beiträge zur Kenntnis der Vulkane Costa Ricas. 1861
- Das rechte Ufer des San Juanflusses. 1862
- Der südöstliche Teil von Costa-Rica. 1869
- San Salvador und Honduras im Jahre 1576. 1873